# سيرغي أزاروف
سيرغي أزاروف (بالروسية: Сергей Николаевич Азаров)‏ Sergei Nikolayevich Azarov (ولد في 19 مايو 1983 في مينسك) لاعب شطرنج بيلاروسي يحمل لقب أستاذ كبير.
- حصل على لقب أستاذ كبير عام 2003.
- فاز ببطولة بيلاروسيا للشطرنج عام 2001 و2002 .
- فاز بالمركز الأول مناصفةً في دورة المتحدين في مؤتمر هاستنغز للشطرنج عام 2002.
- فاز بالمركز الثاني خلف شهريار مامدياروف في بطولة العالم تحت 20 سنة عام 2003 في ناختشيفان.
- احتل المركز الإثني في بطولة التشيك المفتوحة للشطرنج عام 2005.
- فاز بمهرجان إسطنبول للشطرنج عام 2006.
- فاز بدورة بيتون المفتوحة للشطرنج عام 2009.
- في كأس العالم للشطرنج عام 2011 هزم أرتيوم تيموفييف في الجولة الأولى، إلا أنه هُزم في الجولة الثانية أمام فوغار غاشيموف.

## روابط خارجية
- سيرغي أزاروف على موقع الاتحاد الدولي للشطرنج (الإنجليزية)
- سيرغي أزاروف على موقع مباريات الشطرنج (الإنجليزية)
- سيرغي أزاروف على موقع 365Chess.com (الإنجليزية)
- سيرغي أزاروف على موقع Chesstempo.com (الإنجليزية)
- سيرغي أزاروف على موقع الاتحاد الأمريكي للشطرنج (الإنجليزية)
- سيرغي أزاروف سجل أولمبياد الشطرنج على موقع OlimpBase.org (الإنجليزية)